# 許洛
許洛（1521年—？），字希程，江西建昌府南城縣人，民籍，明朝政治人物。

## 生平
嘉靖二十五年（1546年）丙午科江西鄉試第六十三名舉人，隆慶二年（1568年）中式戊辰科會試第九十一名，三甲第一百五十四名進士。官常熟县知县。

## 家族
曾祖許大倫；祖父許汝敬；父許瓊，衛經歷。母王氏。永感下。兄許源、許濂，弟許渙（貢士）、許清、許漸、許浩、許治。